# Tsielekjåkk

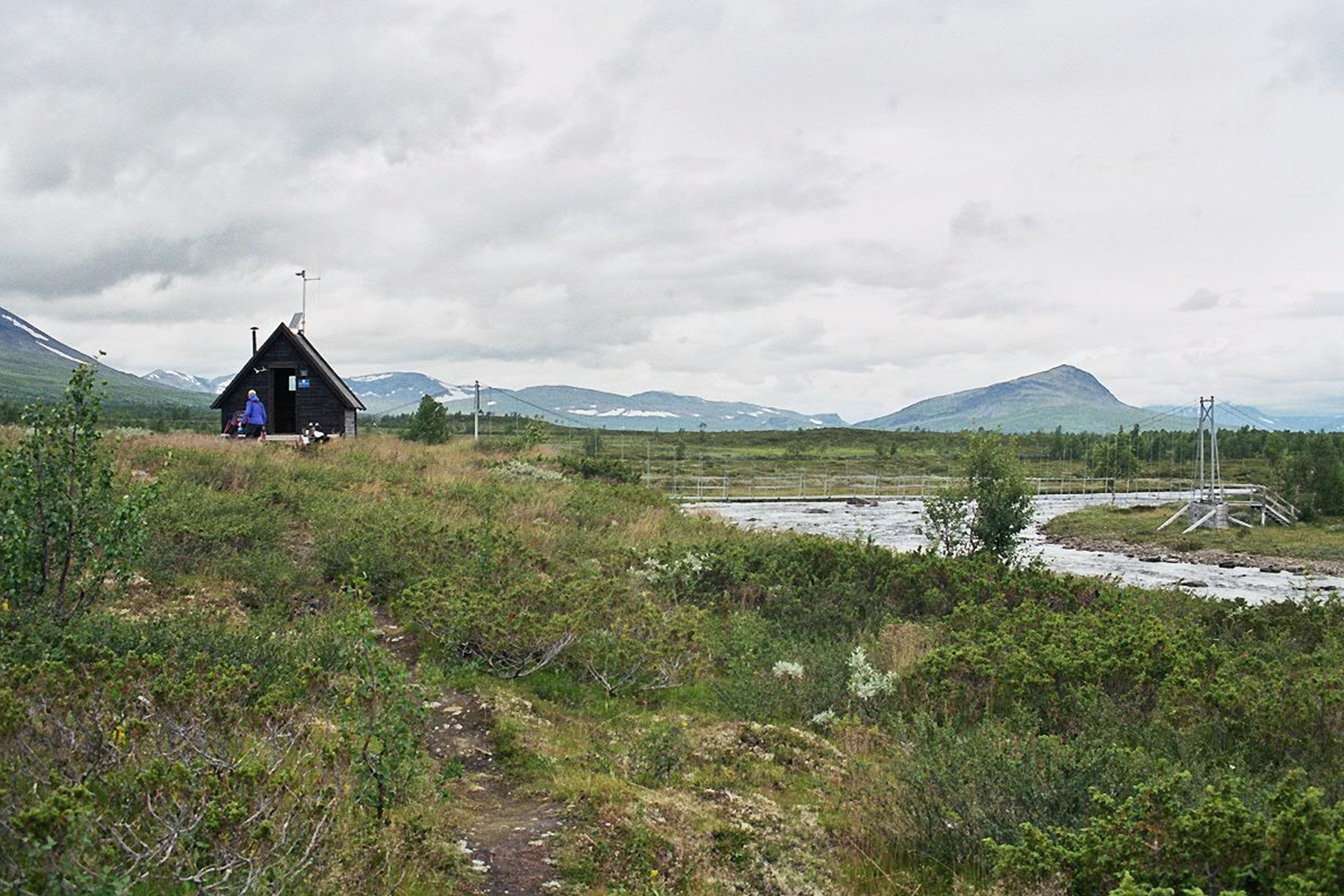
Die Tsielekjåkk-Hütte am gleichnamigen Fluss

Die Tsielekjåkkstuga ist eine unbewirtschaftete Schutzhütte (schwedisch fjällstuga) am schwedischen Weitwanderweg Kungsleden in Lappland zwischen Kvikkjokk und Västerfjäll am gleichnamigen Fluss Tsielekjåkk.
Sie beherbergt neben einem Nottelefon (schwedisch hjälptelefon) eine spartanische Ausstattung mit Ofen und zwei Holzpritschen mit Decken. Tsielekjåkk ist damit keine der sonst am Kungsleden üblichen Übernachtungshütten.
Die Hütte wird von der schwedischen Touristenvereinigung STF betreut und unterhalten.